# De gouden verzen

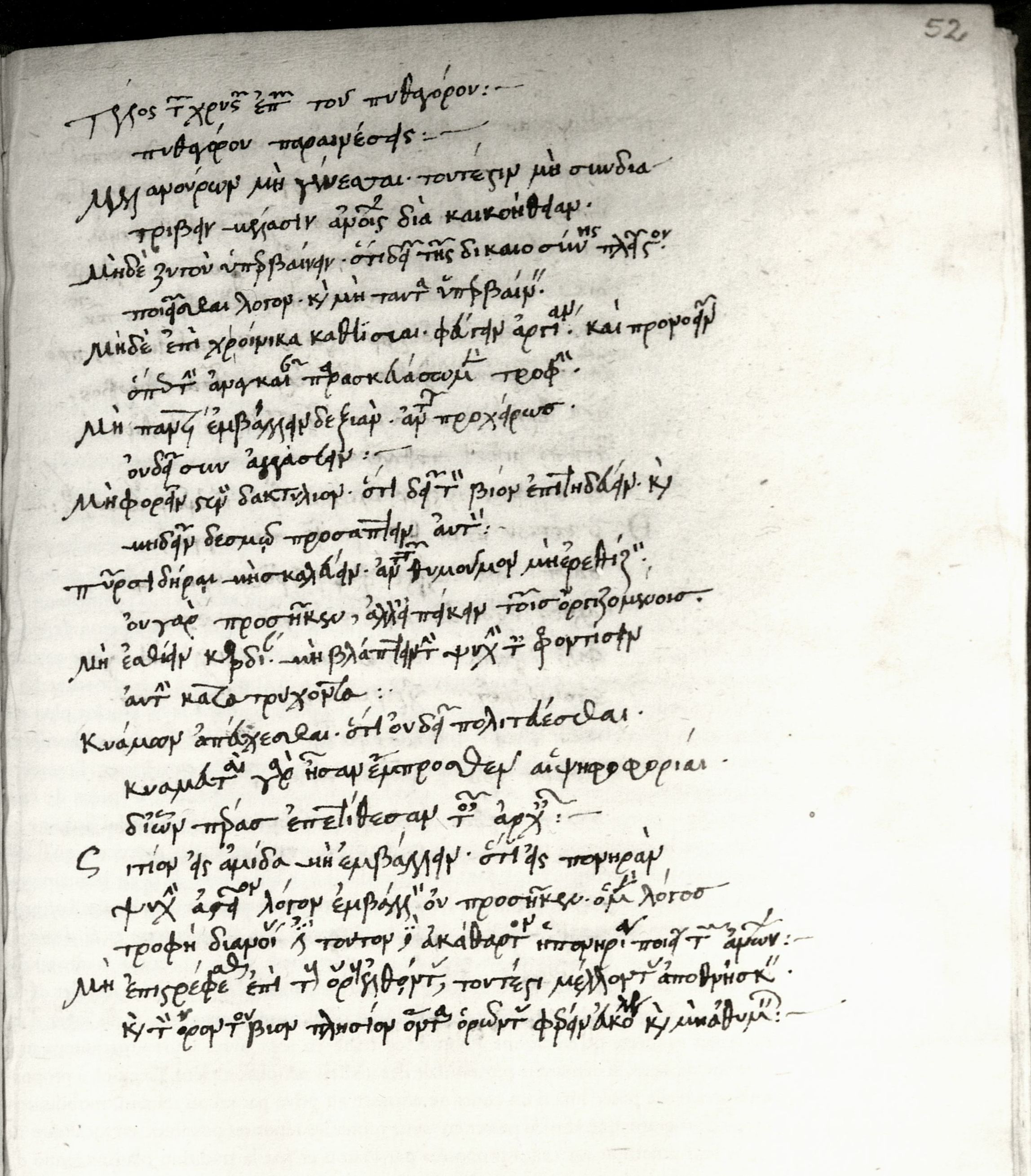
Een manuscript uit 1491 met de gouden verzen

De gouden verzen (Oudgrieks: Χρύσεα Ἔπη, Latijn: Aurea Carmina) vormen een gedicht dat traditioneel aan Pythagoras werd toegeschreven. De gouden verzen waren een belangrijk onderdeel van het hellenistisch pythagoreïsme, een stroming die een grote invloed op de antieke filosofie heeft uitgeoefend.

## Inhoud

### Rationeel ritualisme
Het gedicht nodigt de mens uit om elke dag te vragen: "Waarin heb ik verkeerd gedaan, wat heb ik gedaan, wat heb ik nagelaten dat ik had moeten doen?" Een centraal onderdeel van de ethiek die in de tekst wordt beschreven is dus rituele zelf-ondervraging. Dit kan begrepen worden als een samenkomst van het oude pythagoreïsch ritualisme met de latere socratische filosofie. De Franse filosoof Michel Foucault stelde dat deze rituele zelfondervraging voor het slapengaan een voorbereiding was voor de grote slaap, de dood.

## Auteurschap en datering
De precieze oorsprong van de Gouden Verzen is onbekend en de meningen over de datering lopen uiteen.
Sommige academici van voor 1870 verdedigden de stelling dat de gouden verzen geschreven zouden zijn vóór Pythagoras' tijd. De Italiaanse esotericus Julius Evola dateerde het gedicht ergens in de tweede eeuw v.Chr. en vergeleek de inhoud met de leerstellingen van het boeddhisme.

### Het moderne filologisch onderzoek
In 1873 schreef August Nauck een Duits artikel waarin hij stelde dat de gouden verzen opgesteld zouden zijn door een auteur uit de vierde eeuw n.Chr. Hij stelde dat deze auteur zijn lezers opzettelijk wilde misleiden door ze te laten denken dat Pythagoras de werkelijke auteur zou zijn. Nauck inaugureerde met zijn kritische houding het moderne filologische onderzoek, maar zijn datering lijkt onwaarschijnlijk, aangezien het gedicht geen enkel neoplatoons element bevat.
Het volgende grote onderzoek naar de datering werd in 1915 door de Belgische academicus Armand Delatte verricht, die het in grote lijnen met Nauck eens was en het gedicht in de derde eeuw n.Chr. dateerde, hoewel volgens hem bepaalde delen al in de vijfde eeuw v.Chr. zouden zijn geschreven.
Een uitgebreid onderzoek van Johan Carl Thom uit 1994 plaatst de datering tussen 350 en 300 v.Chr.

## Receptie

### In de late oudheid
De gouden verzen waren bekend bij verschillende auteurs uit de late oudheid zoals Plutarchus, Epictetus, Galenus, Clemens van Alexandrië, Origenes, Porphyrius, Iamblichus, Gregorius van Nazianze, Jerome, Calcidius, Stobaeus, Proclus, Simplicius en andere neoplatonisten. In de late oudheid werd het gedicht hoog gewaardeerd en zagen velen het als een handboek voor het wijsgerige leven. Platonisten zoals Iamblichus en Plutarchus benadrukten de morele aspecten van de gouden verzen. Zij schreven beide een uitgebreid commentaar op het gedicht.

### In de 20e eeuw
Leden van het geheime genootschap de "UR groep" vertaalden de gouden verzen naar het Italiaans en schreven er een invloedrijk commentaar op. Deze vertaling werd gepubliceerd als onderdeel van Introduzione alla Magia quale scienza dell'Io (1971), een esoterische bloemlezing waarin onder andere boeddhistische, hermetische en tantrische teksten waren opgenomen. Op deze wijze werd de Italiaanse vertaling van de gouden verzen een van de centrale teksten van de pythagoreïsch-maçonnieke stroming binnen de 20e-eeuwse Italiaanse esoterie, vertegenwoordigd door filosofen als Arturo Reghini en Amadeo Armentano.